# Stazione di Hoshimi
La stazione di Hoshimi (ほしみ駅?, Hoshimi-eki) è una delle stazioni della zona occidentale della città di Sapporo situata sulla linea principale Hakodate nel quartiere di Teine-ku, al confine con la città di Otaru.

## Struttura
La stazione è dotata di due banchine laterali serventi due binari.
| 1 | ■ Linea principale Hakodate |  | Per Otaru                                              |
| 2 | ■ Linea principale Hakodate |  | Per Teine, Sapporo, Iwamizawa e Aeroporto Shin-Chitose |